# Кибератака на Вестминстерский дворец
Кибератака на Вестминстерский дворец произошла 23 июня 2017 года. Являлась попыткой получить доступ к аккаунтам электронной почты, принадлежавшим некоторым членам Парламента Великобритании.
Парламентарии сообщили об этом вечером 23 июня, и на следующий день уже член либерально-демократической партии Крис Реннерд оставил запрос в социальных сетях о том, чтобы людям нужно связаться с ним при помощи текстового сообщения.
Удалённый доступ к аккаунтам политиков был отключён. Однако, представитель Палаты общин рассказал о том, что это были меры предосторожности для безопасности и не являлись следствиями кибератаки.
Дело расследуется Национальным центром кибербезопасности с помощью Национального агентства по борьбе с преступностью.
Вестминстерский дворец описал атаку как «последовательную и решительную». Далее СМИ сообщали, что хакеры получили пароли электронных почт парламентариев, которые вскоре проданы.